# Alluaudomyia megaparamera
Alluaudomyia megaparamera is een muggensoort uit de familie van de knutten (Ceratopogonidae). De wetenschappelijke naam van de soort is voor het eerst geldig gepubliceerd in 1957 door Williams.